# Accept (formație)
Accept este o formație germană de muzică heavy metal, originară din Solingen. Formația a fost înființată în 1976 de către vocalistul Udo Dirkschneider, chitaristul Wolf Hoffmann și basistul Peter Baltes. Ea a jucat un rol important în dezvoltarea speed metalului și thrash metalului, făcând parte din scena germană de heavy metal, care a apărut pe la începutul-mijlocul anilor 1980. 
În urma desființării trupei în 1997 și reuniunea de scurtă durată în 2005, Accept s-a reunit din nou în 2009, cu fostul lider al trupei T.T. Quick, americanul Mark Tornillo înlocuindu-l pe Dirkschneider și a lansat cele mai bine clasate albume ale lor până în prezent, Blood of the Nations și Stalingrad. Formația Accept a vândut peste 17 milioane de albume în întreaga lume.

## Discografie
- 1979: Accept
- 1980: I'm a Rebel
- 1981: Breaker
- 1982: Restless and Wild
- 1983: Balls to the Wall
- 1985: Metal Heart
- 1986: Russian Roulette
- 1989: Eat the Heat
- 1993: Objection Overruled
- 1994: Death Row
- 1996: Predator
- 2010: Blood of the Nations
- 2012: Stalingrad
- 2014: Blind Rage
- 2017: The Rise of Chaos
- 2021: Too Mean to Die
- 2024: Humanoid

## Membrii formației
Membri actuali
- Wolf Hoffmann – chitară și chitară ritmică (1976–1989, 1992–1997, 2004–2005, 2009–prezent)
- Peter Baltes – bas, back vocal (1976–1989, 1992–1997, 2004–2005, 2009–prezent)
- Uwe Lulis – chitară și chitară ritmică (2015–prezent)
- Christopher Williams – baterie (2015–prezent)
- Mark Tornillo – vocal (2009–prezent)